# Паньшин, Борис Николаевич
Бори́с Никола́евич Па́ньшин (бел. Па́ньшын Бары́с Мікала́евіч; 1946, Дальний Восток) — программист, инженер-механик, математик, экономист, профессор кафедры цифровой экономики экономического факультета БГУ (с 2013 года). Доктор технических наук (1990), профессор. Эксперт в области применения современных информационных технологий во внешней и внутренней торговле, в государственных закупках, в системах организационного управления и информационно-аналитической поддержки предпринимательства.

## Биография
Родился в 1946 г. на Дальнем Востоке.В 1969 окончил Хабаровский институт инженеров железнодорожного транспорта по специальности инженер-механик. Был ленинским стипендиатом. Помимо своей основной специальности изучал программирование и экономико-математические методы.
В 1966-67 гг. проходил стажировку в Новосибирском Академгородке в Институте математики в отделе профессора Л. В. Конторовича. Работал в научной лаборатории. Был одним из первых программистов, программировал на ЭВМ «Урал-2», которая до 1968 г. была единственной в Хабаровском крае.
В 1966 году опубликовал первую научную работу о применении симплекс-метода для расчёта планов формирования одногруппных поездов. Был лауреатом студенческих научных премий. Дипломную работу по применению матметодов и ЭВМ для расчёта температурных параметров тяговых электродвигателей готовил под руководством ректора института профессора В. И. Дмитренко. Получил свидетельство на право работы машинистом тепловоза и вождения грузовых и пассажирских поездов.
В 1970 году служил командиром отделения подготовки данных в артиллерийской части в г. Спасск-Дальний, занимался совершенствованием алгоритмов расчёта, обслуживал передвижной вычислительный центр, получил два свидетельства на изобретения.
В 1971—1974 гг. работал преподавателем кафедры вычислительной техники в Хабаровском институте инженеров железнодорожного транспорта, заведующим лабораторией Дальневосточного отделения НИИ систем управления Сибирского отделения Академии наук.
В 1975—1977 гг. обучался в аспирантуре Института кибернетики Академии наук Украины по специальности математическое обеспечение АСУ.
В 1977 готовил кандидатскую диссертацию на тему исследования и разработка систем управления большими вычислительными комплексами под руководством профессора А. Е. Кулинковича и академика АН СССР, основателя и директора Института кибернетики В. М. Глушкова.

### Научная и иная деятельность
В 1977—1995 гг. работал в Киевском отделе Ленинградского научно-производственного объединения «Ленэлектронмаш», старшим научным сотрудником, заведующим лабораторией Института кибернетики им. академика В. М. Глушкова Академии наук Украины. Главной темой исследований и научных интересов являлись системы информатизации организационного управления. Непосредственно участвовал в качестве руководителя и ответственного исполнителя в разработке и реализации крупных проектов: операционной системы первой в Советском Союзе рекурсивной многопроцессорной ЭВМ с производительностью 100 млн.операций в сек., системы управления вычислительными комплексами на Ульяновском авиационно-промышленном комплексе, создания системы испытательных комплексов для Ленинградского оптико-механического объединения, системы обработки данных для ликвидации аварии на Чернобыльской АЭС.
Работал в коллективе специалистов, разрабатывающих региональные, отраслевые и общегосударственные программы информатизации, отвечая за разделы, связанные с развитием информационной инфраструктуры и применения информационных технологий в правоохранительных органах, в вооружённых силах, в органах государственного управления, в обеспечении информационной безопасности.
В 1990 г. защитил докторскую диссертацию по специальности автоматизированные системы управления. Подготовил несколько кандидатов технических наук по направлениям АСУ, вычислительных систем и применения экономико-математических методов.
В 1995—1999 гг. работал руководителем департамента по межгосударственному сотрудничеству в сфере информации и телекоммуникаций Исполнительного секретариата СНГ. Непосредственно участвовал в разработке межгосударственных соглашений о формировании информационного пространства стран СНГ, о создании совета государственных информационных агентств, об основных принципах взаимодействия с информационным агентством «Интерфакс», о информационном взаимодействии пограничных служб, о развитии и использовании систем сотовой подвижной связи.
С 2000 по 2013 гг. работал заведующим кафедрой менеджмента экономического факультета Белгосуниверситета. Был в числе инициаторов проведения в Минске первых на постсоветском пространстве международных конференций по электронной торговле.
С 2000 по 2004 году по совместительству работал директором Национального центра маркетинга и конъюнктуры цен Министерства иностранных дел Республики Беларусь и научным руководителем практически реализованного проекта электронной системы для государственных закупок (сайты icetrade.by и export.by).
С 2013 года по настоящее время работает в должности профессора кафедры цифровой экономики экономического факультета БГУ. Является руководителем студенческой научно-исследовательской лаборатории «Центр электронной торговли» и участником проекта создания в Минске межуниверситетского стартап — центра в рамках программы TEMPUS.
Является членом экспертного совета Парка высоких технологий Беларуси и экспертом в «Народной газете».
Подготовил двух кандидатов по экономике и несколько монографий и учебных пособий по электронной торговле, международному менеджменту, управлению государственными закупками и информатизации.